# 名古屋大学医学部附属病院
名古屋大学医学部附属病院（なごやだいがくいがくぶふぞくびょういん）は、愛知県名古屋市昭和区鶴舞町にある名古屋大学医学部附属の大学病院。

## 概要
名古屋大学鶴舞キャンパス内の南側に位置している。通称は名大病院（めいだいびょういん）。

## 沿革

### 年表
- 1871年（明治4年）5月：名古屋藩評定所跡に仮病院設置[1]。
- 1875年（明治8年）1月：愛知県病院と改称。
- 1876年（明治9年）4月：公立病院と改称。
- 1881年（明治14年）10月：愛知病院と改称。
- 1922年（大正11年）7月：愛知病院を愛知医科大学病院と改称。
- 1924年（大正13年）6月：愛知医科大学附属医院と改称。
- 1931年（昭和6年）5月：名古屋医科大学附属医院設置。
- 1939年（昭和14年）4月：名古屋帝国大学医学部附属病院と改称。
- 1945年（昭和20年）3月：名古屋大空襲により半焼[2]。
- 1947年（昭和22年）10月：名古屋大学医学部附属医院と改称。
- 1949年（昭和24年）5月：名古屋大学医学部附属病院と改称。

## 診療科

### 内科系
- 血液内科
- 循環器内科
- 消化器内科
- 呼吸器内科
- 糖尿病・内分泌内科
- 腎臓内科
- 精神科
- 親と子どもの心療科（児童精神科）
- 小児科
- 放射線科
- 老年内科
- 脳神経内科
- 総合診療科
- 救急科

### 外科系
- 血管外科
- 移植外科
- 消化器外科一
- 消化器外科二
- 乳腺・内分泌外科
- 整形外科
- リウマチ科
- 手の外科
- 産科婦人科
- 眼科
- 皮膚科
- 泌尿器科
- 耳鼻咽喉科
- 麻酔科
- 歯科口腔外科
- 脳神経外科
- 呼吸器外科
- 心臓外科
- 形成外科
- 小児外科
- リハビリテーション科

### その他
- 名古屋大学大幸医療センター - （愛知県名古屋市東区大幸にあったが、2011年（平成23年）3月をもって閉院）

## 登録有形文化財
名古屋大学医学部附属病院門及び外塀が、登録有形文化財となっている。

## 交通アクセス
鶴舞公園の北側に位置し、東隣に名古屋工業大学がある。
- JR中央本線「鶴舞駅」（名大病院口）より徒歩で約3分。
- 名古屋市営地下鉄鶴舞線「鶴舞駅」より徒歩で約8分。
- 名古屋市営バス 栄18号系統「名大病院」バス停より徒歩ですぐ。
- 名古屋市営バス 黒川12号系統、栄26号系統、栄20号系統「千代田5丁目」バス停より徒歩で約8分。
- 名古屋市営バス 鶴舞11号系統「鶴舞公園北口」バス停より徒歩で約5分。

## 不祥事
2022年（令和4年）8月8日、名古屋大学医学部附属病院の小寺泰弘院長は、職員が個人のInstagramアカウントで診療に関わる動画を投稿していたことが判明したと発表した。また、投稿された動画の内容が「医療者として極めて不適切と思われる言動でありました」として、ホームページ上に謝罪文を掲載した。

## テレビ番組
- 日経スペシャル ガイアの夜明け 「最先端！オーダーメード医療 ～あなただけの治療法 選びます～（2006年6月6日、テレビ東京）[5] - オーダーメード治療を取材。